# داميان فراولي
داميان فراولي (بالإنجليزية: Damien Frawley)‏ هو لاعب اتحاد الرغبي أسترالي، ولد في 31 يوليو 1962 في روكامبتون في أستراليا.